# Ringvejen (Skjern)
 For alternative betydninger, se Ringvejen. (Se også artikler, som begynder med Ringvejen)
Ringvejen er en to sporet ringvej der gå igennem det nordlige Skjern. Vejen er en del af primærrute 11 der går fra Tønder til Aalborg, og er med til at lede den tung trafikken uden om Skjern Centrum, så byen ikke bliver belastet af for meget  gennemkørende trafik.
Vejen forbinder Vardevej i syd med af Ringkøbingvej i nord, og har forbindelse til Skolebyen, Ånumvej ,Nykærsvej ,Trykkerivej, Farverivej, Arnborgvej, Ranunkelvej, Industrivej, Holstebrovej  og Gl. Ringkøbingvej.